# Erinnyis crameri
Erinnyis crameri é uma mariposa da família Sphingidae, originalmente descrita por William Schaus em 1898. Apresenta asas anteriores castanho-acinzentadas com faixas transversais mais escuras e asas posteriores laranja opacas com borda preta estreita, distinguindo-se de outras espécies do gênero pelo padrão das asas posteriores. Ocorre desde o norte da América do Sul até o sul dos Estados Unidos, incluindo registros no Brasil.

## Descrição morfológica
Adultos de E. crameri apresentam envergadura alar entre 82 e 95 milímetros e corpo de 50 a 55 milímetros As asas anteriores têm coloração castanho-acinzentada com manchas claras e faixas transversais marrom-escuras. As asas posteriores são laranja opacas com borda preta estreita e escaloada, diferenciando-se de espécies como E. alope (que possui asas posteriores amarelas) e E. lassauxii (sem serrilhado no bordo escuro). O abdômen é cinza no dorso, sem faixas pretas, e as laterais ventrais sem pontos negros, conferindo aparência uniforme.
As antenas são filiformes e ligeiramente curvadas na ponta; o probóscide longo é adaptado para sucção de néctar em flores tubulares. Machos medem de 79 a 85 milímetros de envergadura, enquanto fêmeas atingem de 85 a 98 mm.

### Lagarta
Lagartas recém-eclodidas são verde-claras, tornando-se verde-oliváceas ou amarronzadas nos ínstares posteriores, com listras longitudinais claras e escuras nos flancos e “chifre” cififorme no protórax. Podem atingir até 80 milímetros no último ínstar antes da pupação.

### Pupa
A pupa, encontrada em túneis de 2 a 4 centímetros no solo, mede cerca de 30 a 35 milímetros e varia de marrom claro a escuro, com cristas abdominais suaves e espículas minúsculas no terço posterior. O estágio pupal dura cerca de 15 a 20 dias em 28 a 30 °C.

## Distribuição e habitat
Erinnyis crameri ocorre desde o norte da Argentina e Paraguai até a América Central e Caribe (Cuba, Jamaica, Porto Rico, Ilhas Virgens). Nos EUA, aparece como vadio no sul da Flórida, Texas, Arizona e sul da Califórnia. No Brasil, está presente no Amazonas, Pará e Maranhão, ocorrendo em matas ripárias, margens de lagoas litorâneas e brejos. Habita terras baixas tropicais e subtropicais, em florestas secas, zonas de cultivo, pastagens com árvores dispersas e manguezais, frequentemente próximo a vegetação emergente sobre água calma.

## Biologia e ecologia

### Alimentação dos adultos
Adultos alimentam-se de néctar de flores tubulares, como Bauhinia variegata, Hamelia patens e Lonicera japonica, usando probóscide longo para alcançar néctar profundo. São atraídos por luz artificial, sendo capturados em armadilhas luminosas.

### Alimentação das larvas
Lagartas alimentam-se de Apocynaceae, especialmente Rauvolfia ligustrina, Stemmadenia obovata e Tabernaemontana citrifolia. Em plantações de mamoeiro (Carica papaya), podem causar danos moderados nas folhas.

## Comportamento reprodutivo
Machos patrulham áreas de alimentação ao entardecer, realizando voos rápidos para interceptar fêmeas. O acasalamento ocorre ao entardecer, seguida de oviposição isolada pela fêmea na face inferior de folhas hospedeiras. Fêmeas depositam de 1 a 2 ovos por folha, totalizando de 50 a 100 ovos na vida.

## Ciclo de vida e fenologia
Em áreas tropicais, adultos ocorrem o ano todo, indicando várias gerações anuais. No sul da Flórida e Texas, picos de voo ocorrem em julho e agosto, durante alta umidade e disponibilidade de hospedeiras. Cada geração leva cerca de 30 a 35 dias para completar o ciclo em 28 a 30 °C.

## Estado de conservação
Avaliada como Pouco Preocupante pela IUCN devido à ampla distribuição e populações estáveis. Pesticidas em plantações de mamoeiro podem reduzir densidades larvais localmente, mas não ameaçam a viabilidade global. Degradação de habitats ripários afeta populações locais, mas a espécie tolera ambientes secundários e áreas modificadas.

## Taxonomia e etimologia
Descrito como Dilophonota crameri por Schaus em 1898, foi realocado para Erinnyis em 1819. O gênero Erinnyis deriva do grego Erínnis (Erínias, Fúrias), possivelmente referindo-se ao voo rápido das mariposas. O epíteto crameri homenageia Pieter Cramer, naturalista neerlandês pioneiro no estudo de Lepidoptera do século XVIII.